# Omyomymar grisselli
Omyomymar grisselli is een vliesvleugelig insect uit de familie Mymaridae. De wetenschappelijke naam is voor het eerst geldig gepubliceerd in 1983 door Schauff.